# 清須市西枇杷島問屋記念館
清須市西枇杷島問屋記念館 （きよすしにしびわじまとんやきねんかん）は、愛知県清須市にある記念館。

## 概要
江戸時代、徳川家康の命により山田家と野口家が創設した青果市場「下小田井の市」。その創始者の一人といわれる山田九左衛門家の邸宅を1992年（平成4年）5月に移築復元したもので、1993年（平成5年）4月に西枇杷島町問屋記念館として開館した。
建物が建築されたのは明治初期だが、江戸時代の青物問屋の様式を現在に残す貴重な建築物となっている。1993年（平成5年）6月19日には西枇杷島町の有形文化財に指定され、2005年（平成17年）の清須市の発足に伴い市の有形文化財となった。1994年（平成6年）度には第2回愛知まちなみ建築賞を受賞している。
館内は当時の商いや暮らしの様子を再現したものとなっており、資料展示が行われている。

## 交通アクセス
- 名鉄名古屋本線「西枇杷島駅」または「二ツ杁駅」より徒歩で約7分[5]。
- JR東海道本線「枇杷島駅」より徒歩で約10分[5]。